# FKゴロデヤ
FKゴロデヤ（ロシア語: Футбольный клуб Городея, 英語: Football Club Gorodeya）は、ベラルーシのミンスク州ゴロデヤをホームタウンとしていたサッカークラブである。

## 歴史
2004年にミンスク州ゴロデヤでアマチュアクラブのサフコムビナト (Сахкомбинат) として創設された。選手はゴロデヤ製糖工場の従業員と大学生で構成され、最初のチームスポンサーはリトアニアの肥料メーカーであり、クラブカラーは砂糖の色である白とベラルーシのテンサイの色である緑であった。
2007年にゴロデヤ (Городея) に改称された。
2008年にベラルーシ・セカンドリーグでデビュー、2010年にセカンドリーグで優勝してベラルーシ・ファーストリーグに初昇格した。
2011年1月14日にプロクラブとなった。クラブカラーの白と緑はアマチュア時代から引き継がれ、リトアニアのスポンサーから提供された最初のユニフォームの1つはクラブオフィスに保管された。クラブのロゴは4つの部分に分けられており、対角線的に同じ金色と赤色の部分がある。中央上部にはクラブ名 (ФК Городея)、中央にはゴロデヤの紋章にも描かれているメルクリウスの杖、左下にはクラブの英語名の略称であるFCGと創設年である2004年、右下にはサッカーボールが描かれている。金は成功への願望、赤は勝利への決意を象徴している。
2013-14シーズンにベラルーシ・カップで準々決勝に初進出したが、FCミンスクに1-3で敗れた。
2015年にファーストリーグで2位になり、ベラルーシ・プレミアリーグに初昇格した。
2016年4月2日に行われた第1節のシャフティオール・ソリゴルスク戦でプレミアリーグでデビューを飾ったが、0-1で敗れた。第3節のFCスウツク戦に2-0で勝利して初勝利を記録した。

## タイトル

### 国内タイトル
- ベラルーシ・セカンドリーグ：1回
  - 2010

### 国際タイトル
- なし

## 過去の成績
| シーズン | ディビジョン                 | ディビジョン | ディビジョン | ディビジョン | ディビジョン | ディビジョン | ディビジョン | ディビジョン | ディビジョン | ベラルーシ・カップ |
| シーズン | リーグ                       | 順位         | 試           | 勝           | 分           | 敗           | 得           | 失           | 点           | ベラルーシ・カップ |
| -------- | ---------------------------- | ------------ | ------------ | ------------ | ------------ | ------------ | ------------ | ------------ | ------------ | ------------------ |
| 2011     | ベラルーシ・ファーストリーグ | 3位          | 30           | 16           | 7            | 7            | 51           | 31           | 55           | ベスト16           |
| 2012     | ベラルーシ・ファーストリーグ | 2位          | 28           | 18           | 6            | 4            | 49           | 21           | 60           | ベスト32           |
| 2013     | ベラルーシ・ファーストリーグ | 2位          | 30           | 18           | 6            | 6            | 68           | 32           | 60           | ベスト16           |
| 2014     | ベラルーシ・ファーストリーグ | 6位          | 30           | 11           | 12           | 7            | 42           | 26           | 45           | 準々決勝敗退       |
| 2015     | ベラルーシ・ファーストリーグ | 2位          | 30           | 21           | 5            | 4            | 73           | 25           | 68           | ベスト16           |
| 2016     | ベラルーシ・プレミアリーグ   | 9位          | 30           | 8            | 14           | 8            | 36           | 39           | 38           | ベスト32           |
| 2017     | ベラルーシ・プレミアリーグ   | 9位          | 30           | 8            | 14           | 8            | 37           | 35           | 38           | ベスト16           |
| 2018     | ベラルーシ・プレミアリーグ   | 9位          | 30           | 9            | 7            | 14           | 31           | 33           | 34           | ベスト16           |
| 2019     | ベラルーシ・プレミアリーグ   | 7位          | 30           | 12           | 8            | 10           | 31           | 29           | 44           | ベスト16           |
| 2020     | ベラルーシ・プレミアリーグ   | 13位         | 30           | 8            | 7            | 15           | 30           | 48           | 31           | ベスト32           |
| 2021     |                              |              |              |              |              |              |              |              |              | ベスト16           |